# دهستان چشمه‌کبود
دهستان چشمه کبود دارای ۳۴ روستا به مرکزیت روستای چشمه کبود. با جمعیت پنج هزار نفر، در طول چند سال اخیر به همت مردم آب شرب و گاز شهری برای روستا تهیه شد. روستای چشمه کبود از نظر جمعیت بزرگترین روستای شهرستان هرسین است اما متأسفانه مسئولین شهرستان هیچ کاری برای پیشرفت و آباد سازی روستا انجام نمیدهند. جوانان روستا با توجه به نبودن امکانات سرگرمی و ورزشی و مهمتر از همه بیکاری متأسفانه روی به مواد مخدر آورده اند، با توجه به آمار موجود ۷۰ تا ۷۵ درصد جوانان از سن ۱۸ تا ۳۵ سال روستا درگیر مواد مخدر سنتی شده‌اند. روستای چشمه کبود فاقد سالن ورزشی، خانه هنری، کتابخانه‌ای می‌باشد. 